# Municipio de South Fork (Minnesota)
El municipio de South Fork (en inglés: South Fork Township) es un municipio ubicado en el condado de Kanabec en el estado estadounidense de Minnesota. En el año 2010 tenía una población de 789 habitantes y una densidad poblacional de 8,37 personas por km².

## Geografía
El municipio de South Fork se encuentra ubicado en las coordenadas 45°46′10″N 93°27′24″O / 45.76944, -93.45667. Según la Oficina del Censo de los Estados Unidos, el municipio tiene una superficie total de 94.22 km², de la cual 94 km² corresponden a tierra firme y (0,24 %) 0,23 km² es agua.

## Demografía
Según el censo de 2010, había 789 personas residiendo en el municipio de South Fork. La densidad de población era de 8,37 hab./km². De los 789 habitantes, el municipio de South Fork estaba compuesto por el 97,97 % blancos, el 0,13 % eran afroamericanos, el 0,25 % eran amerindios, el 0,13 % eran asiáticos, el 0,25 % eran de otras razas y el 1,27 % eran de una mezcla de razas. Del total de la población el 2,03 % eran hispanos o latinos de cualquier raza.